# Burkini

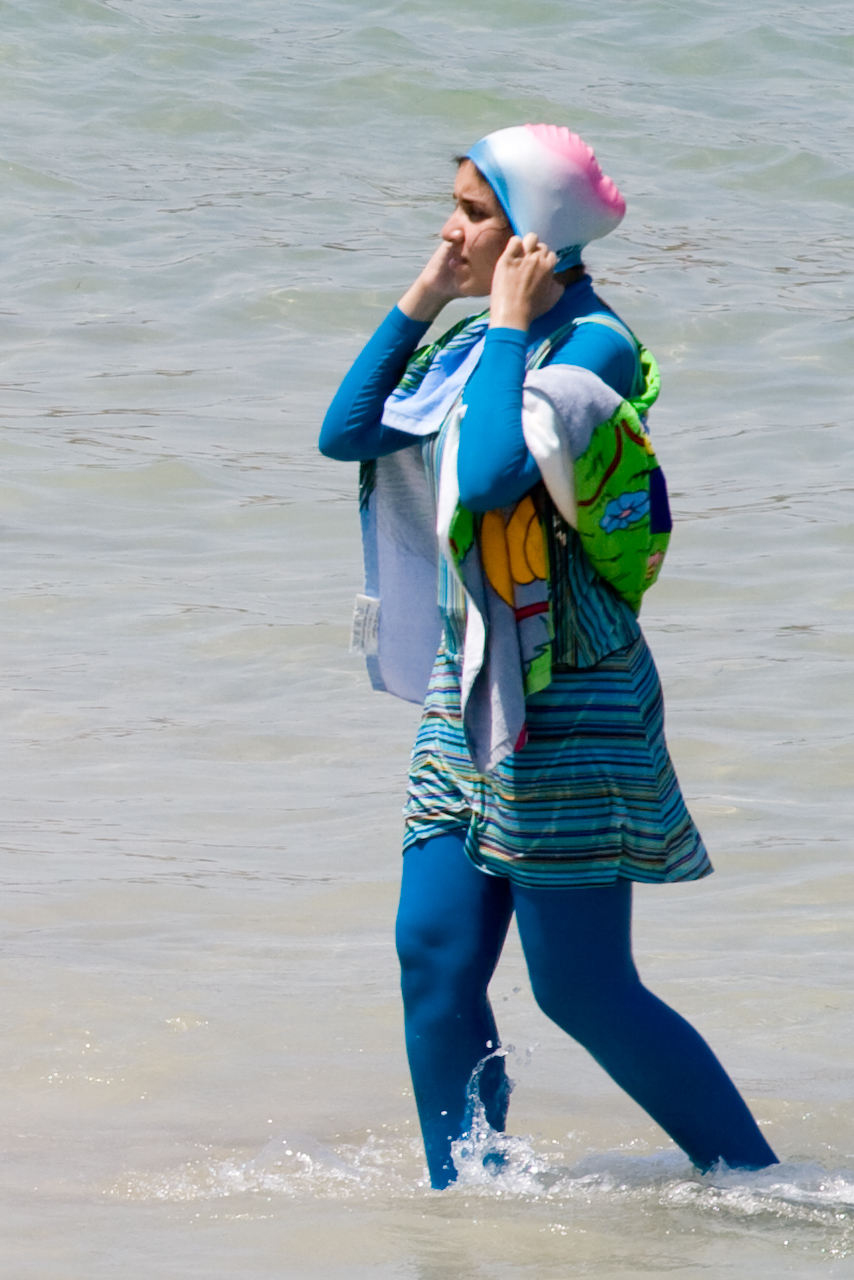
Mujer llevando un burkini.

El burqini o burkini  es un traje de baño femenino que cubre totalmente el cuerpo de la mujer, excepto la cara, las manos y los pies. Es una marca registrada, composición de burka y bikini. Aheda Zanetti, diseñadora de ropa deportiva y deportista australiana de origen libanés, lo creó en 2004. Según sus palabras, la idea era que las musulmanas australianas pudieran bañarse en público sin contravenir las obligaciones islámicas de recato femenino.
Al extenderse su distribución y venta fuera de Australia, aumentaron las muestras de rechazo, por considerarlo una forma de mantener las restricciones sexistas contra la libertad de las mujeres musulmanas.